# Мидаграбиндон
Мидаграбиндон (осет. Мидӕгрӕбындон) — река в Пригородном районе Северной Осетии. Образует каньон. В Мидаграбиндон впадает ручей Скарон. Употребляется также название Мидаграбинские водопады, одним из которых является Зейгалан. Эти водопады — сезонные, пульсирующие, наличие в них воды зависит от времени года и погодных факторов (в тёплую погоду летом, когда тают ледники, воды больше). Сама река также «падает» в долину с высоты. Сливаясь в Даргавсской котловине с рекой Стырдон, Мидаграбиндон даёт начало Гизельдону.

## Населённые пункты по течению
- Джимара
- Какадур
- Фазикау
- Ламардон
- Даргавс

## Туризм
Река и её водопады вызывают интерес туристов, добраться до этих объектов можно через Кобанское ущелье, по недавно построенной дороге через Кахтисар. Старая дорога вместе с несколькими тоннелями была погребена после схода ледника Колка в 2002 г. В то время пользовались альтернативным маршрутом через Куртатинское ущелье.